# Raúl Lara
Raúl Lara, né le 28 février 1973 à Mexico, est un footballeur international mexicain évoluant au poste de milieu de terrain.
Sa carrière se déroule de 1990 à 2004 et son club phare est le Club América dans lequel il évolue de 1990 à 2002. Le joueur compte 39 sélections en équipe nationale et son palmarès est notamment composé de deux victoires en Gold Cup, la compétition inter-nation qui déclare le champion d'Amérique du Nord, centrale et Caraïbe.

## Biographie
Raúl Lara obtient la récompense individuelle de meilleur joueur de la Gold Cup 1996.

## Palmarès
| Compétitions internationales                                                                                          | Compétitions nationales                                                    |
| - Gold Cup (2) - Vainqueur : 1996, 1998 - Coupe des géants de la CONCACAF (1) - Vainqueur de l'unique édition en 2001 | - Championnat du Mexique (1) - Champion : Ver. 2002 - Vice-champion : 1991 |